# Историческа периодизация
Историческата периодизация е методология в историографията, посредством която изучаването на всеобщата история се разделя хронологично на няколко обобщителни времеви периода въз основа на характерни различия, особености и отграничителни репири в развитието на човечеството с културата.
Универсално и евроцентрично, но не само, класическата периодизация в историята разграничава следните епохи:
1. Праистория в каменната ера с преходен халколит;
2. Древност с овладяване на писмеността през бронзовата епоха;
3. Античност, предшествана от бронзов колапс, с последвал период на т.нар. осево време и нова ера;
4. Средновековие;
5. Ново време;
6. Съвременна епоха.